# Tunguska-händelsen

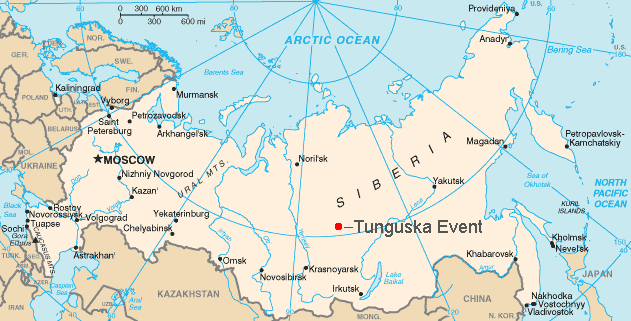
Tunguska ligger i centrala Sibirien.

Tunguska-händelsen var en explosionsartad händelse i Sibirien år 1908, förmodligen orsakad av en meteorit. Händelsen ägde rum den 30 juni 1908 (17 juni enligt den Julianska kalendern som användes lokalt på den tiden) klockan 07:15 över tajgan vid floden Steniga Tunguska i guvernementet Jenisejsk i Ryssland då troligen en meteorit – en asteroid eller en komet – med en diameter på någonstans mellan 60 och 80 meter, ödelade drygt 2 000 km² skogsmark.

## Händelseförlopp
Objektet störtade in mot Jorden från en asimut på 115° med en infallsvinkel över horisonten mellan 30° och 35°. Nedslagets koordinater var latitud N 60° 5' 55'', longitud E 101° 5' 57''.
Eldsvansen uppskattas ha varit 800 km lång. Sprängeffekten uppskattas till cirka 40 megaton trotyl, vilket kan jämföras med asteroidnedslaget i Arizona för ca 50 000 år sedan, som har uppskattats till ca 3,5 megaton, eller atombomben i Hiroshima 1945 som motsvarade 0,0125 megatons sprängverkan samt Tsarbomben, den kraftigaste atombomben någonsin, vars sprängverkan bedöms till 50-60 megaton trotyl. (Den stora energimängd som frigörs kommer från kroppens stora kinetiska energi.)

## Ögonvittnesskildringar
Här följer en ögonvittnesberättelse från en schaman:
"Himlen delade på sig och en stor eld syntes. Man kunde inte utstå värmen som kom. Explosionen var öronbedövande [och min vän] S. Semenov blåste iväg tre sazjen [sex meter] över marken. När den varma vinden blåste förbi, skakade marken och kojorna. Torven skakades loss från våra innertak och glaset bröt sig lös ur fönsterramarna." Källa: en intervju dokumenterad av L. Kulik 1930

## Tunguskaobjektet
Med största sannolikhet var det så kallade tunguskaobjektet en himlakropp, som i hög hastighet kolliderade med jorden eller exploderade på 5-6 km ovanför markytan. Vilken typ av himlakropp det var har ännu inte kunnat fastställas. Ett flertal spekulationer har förekommit genom åren och en orsak till detta kan vara att området först under senare tid börjat undersökas med nyare teknik.
Idag saknas pengar för att göra grundligare utforskningar och området är dessutom svårtillgängligt. De uppgifter som tagits fram under 1900-talet är baserade på material från nedslagsplatsen samt omkring 900 ögonvittnesskildringar. Man tror nu dock allmänt att objektet var en mindre asteroid eller en komet.

### Hypoteser
Hade det varit en stenasteroid så menar vissa att det någonstans borde finnas spillror kvar. Dessa borde i så fall ha återfunnits, eftersom en sådan kollision skapar spillror flera kilometer från epicentrum. Från denna slutsats borde därför objektet ha varit en liten komet.
Den stora explosionen kan ha orsakats av flera små mindre explosioner, som på långt håll verkat som en enda stor knall. Kometer har även lätt för att falla sönder i små spillror. Men för att bevisa att det var en komet krävs en förklaring till de uppmätta skillnaderna i isotoper och grundämnens beskaffenhet samt en plausibel förklaring till de väderfenomen (tryckförändringar) som uppmättes under sommaren 1908 i Europa.
Det objekt som kolliderade borde haft en ungefärlig densitet på omkring 2 000 kg/m³. Densiteten för kometer är vanligtvis omkring 1 000 kg/m³, för stenasteroider 7 000 kg/m³ och för järnasteroider 9000 kg/m³.

### Andra teorier
- Först trodde folk att det var starten på ett nytt rysk-japanskt krig (se Port Arthur).

Sedan lades fram en hel rad av andra förklaringar, mer eller mindre fantasifulla:
- Ett gasmoln som exploderade.
- Ett enormt blixtnedslag.
- Explosionen skapades av ett litet svart hål. Teorin lanserade 1973 av de amerikanska fysikerna Albert A. Jackson och Michael P. Ryan, men kan inte ge någon förklaring till vad som i så fall hände med det svarta hålet.[1][2]
- Händelsen skedde genom "förångning", annihilering, av materia och antimateria. Teorin lanserades 1941 av den amerikanske astronomen Lincoln LaPaz och 1965 av de amerikanska fysikerna Clyde Cowan, Chandra R. Atluri och Willard Libby.[2][3]
- Ett atomdrivet UFO exploderade när det kom in i atmosfären.
- I populärvetenskapliga sammanhang och som konspirationsteori har uppfinnaren Nikola Tesla pekats ut som ansvarig till Tunguska-händelsen, antingen när han kört sitt Wardenclyffetorn eller när han testat sina påstådda dödsstrålar.[4][5]

### De vita nätterna
Dagarna efter händelsen var detta en stor nyhet i media. Av själva explosionen märktes inget i Europa men den orsakade att mängder med stoft rördes upp i atmosfären. Detta stoft spred sig, och återspeglades av solljuset. Aftonbladet skriver om det i några artiklar under rubriken De vita nätterna.
Natten till den 1 juli var himlen så ljus mellan klockan 11 och 12 på kvällen att man kunde läsa en tidning mitt i natten i stadens parker. Man kunde till och med se sin egen skugga och det gick att fotografera utan problem. Fenomenet hade även varit synligt på kontinenten och på Brittiska öarna.
Teorierna var många och följande är hämtat ur Aftonbladet den 2, 3 och 6 juli 1908. Första teorin kom från professor Svante Arrhenius, att det var stoft från någon vulkan. 1883 hade ett liknande fenomen inträffat efter ett stort utbrott på Krakatau (i nuvarande Indonesien), vilket hade synts på himlen här flera månader efter utbrottet. Nu fanns det inga kända vulkanutbrott utan teorin var att det varit ett utbrott i någon otillgänglig del av världen, exempelvis i de arktiska områdena.
Från Berlin kom teorin om att det var stoft från solfläckar. Dr Lockyer från fysiska laboratoriet i South Kensington trodde att det var kraftiga norrsken. Reflexer från höga cirrusmoln var en annan hypotes. Den långvariga torkan i England hade rört upp damm och stoft till höga höjder, trodde vissa. Meteorologiska observatoriet i Edinburgh framförde åsikten att den långvariga torkan hade drivit upp fukten på hög höjd, och återspeglades av solljuset. En meteor nämndes också som en mindre trolig orsak.

## Expeditioner
Nedslagsplatsen undersöktes första gången inte förrän 1927 av Leonid A Kuliks expedition. Under andra världskriget avstannade utforskningen helt. Med Sovjetunionens bildande förhindrades ytterligare undersökningar gjorda av främmande länder. Det var först år 1989, under Gorbatjovs presidenttid, som experter från andra länder fick resa till platsen, vars otillgänglighet kräver helikoptertransport. Området undersöktes även av sovjetiska forskare, men med mindre sofistikerad teknik.

## Effekter av nedslaget
Undersökningarna har visat att nedslaget har accelererat trädens tillväxt i området, fastän orsakerna är inte helt klara.

## Science fiction
I den amerikanska science fiction-serien Arkiv X säsong 4 skildras Tunguska efter nedslaget. Himlakroppen bär då med sig ett utomjordiskt virus i form av svart olja. Viruset smittar människor genom att "rinna" in genom kroppsöppningar.
I filmen Ghostbusters – Spökligan nämns händelsen men anges felaktigt att ha hänt 1909.
I datorspelet Crysis 2 nämns det att Hargreave stötte på Ceph, spelseriens utomjordiska antagonister, i Tunguska cirka hundra år före spelets handling.
Den nedlagda tv-serien Siberia handlar om en realityserie där 16 deltagare tävlar om 500 000 dollar att dela på om de klarar sig genom vintern i Tunguska.
Det refereras till händelsen i Ransom Riggs roman Miss Peregrines hem för besynnerliga barn (2011), utan att händelsen i sig benämns, utan endast Sibirien 1908. Där åstadkoms explosionen genom ett misslyckat experiment av en utbrytargrupp "besynnerliga" som tänker skapa möjligheter att röra sig fram och tillbaka i tiden, och utan att åldras kunna röra sig in och ut ur de tidsloopar som existerar i romanen. Efter explosionen kommer de tillbaka som monster, tomgastar, som jagar och äter "besynnerliga".